# Национално знаме на Хондурас
Националното знаме на Хондурас е прието на 9 януари 1866 година. Знамето е съставено от три хоризонтални ивици в синьо, бяло и синьо с пет сини звезди в средата на знамето. Петте звезди означават петте федерални единици на бившата Федерална република Централна Америка. Сините ивици представят Тихия океан и Карибско море, като те са двата големи водни басейна, до които има излаз Хондурас. Бялото символизира мир и просперитет. Официално нюансът на синьото е посочен като „тюркоаз“, докато до 2022 г. на практика обикновено се използва тъмносиньо.

## Знамена през годините
- 1821 – 1823 г.
- 1823 – 1824 г.
- 1824 – 1839 г.
- 1839 – 1866 г.
- 1866 – 1898 г.
- 1866 – 1898 г.
- 1898 – 1949 г.
- 1949 – 2022 г.
- от 2022 г.